# ハマテレビジョン
『ハマテレビジョン』は、2011年4月9日から2014年4月5日まで文化放送超!A&G+で放送されていた簡易動画付きラジオ番組。

## 番組概要

### 放送時間
毎週更新
超!A&G+
- 2011年4月9日 - 2011年10月1日

土曜日 25:00 - 25:30
- 2011年10月8日 - 2012年3月31日

土曜日 25:30 - 26:00 （リピート放送: 日曜日 9:30 - 10:00）
- 2012年4月7日 - 2014年4月5日

土曜日 25:30 - 26:00 （リピート放送: 日曜日 8:30 - 09:00）
HiBiKi Radio Station
- 2012年8月6日 - 2012年10月29日 （第70回 - 第79回）

月曜日配信

### パーソナリティ
- 佐々木智代
- 津田美波
- 原嶋あかり

### テーマソング
- Sing a Song Aloud!! / 津田美波、佐々木智代、原嶋あかり

## 公開イベント
ハマテレビジョンお渡し会
- 2012年3月24日 - 東京国際アニメフェア2012 文化放送ブース

ハマテレビジョン公開録音
- 2012年6月24日

ハマテレビジョン主催 史上最高のまったり交流会
- 2013年8月10日 - 文化放送メディアプラスホール

## 関連商品
DVD
- ハマテレビジョン DVD チンチロリン鉄道の旅 新宿・高尾山21駅ぷらす1
- ハマテレビジョン DVD チンチロリンドライブの旅! 東京〜浜名湖 21STOP+1
- ハマテレビジョン DVD チンチロリン鉄道の旅。になったらいいな!! 山手線一周 WALK or TRAIN 29

CD
- Sing a Song Aloud!! / 津田美波、佐々木智代、原嶋あかり - 「ハマテレビジョン」テーマソング